# Kitty Green
Kitty Green (1984) es una directora, guionista y editora de cine australiana.

## Biografía
Green estudió cine y televisión en la Victorian College of the Arts, de la Universidad de Melbourne. Tras graduarse, trabajó para la cadena Australian Broadcasting Corporation. Su primera película, el documental Ukraine Is Not a Brothel (2013), se centra en el grupo ucraniano de activismo feminista Femen, cuyas actividades registró durante catorce meses. Se estrenó el 5 de septiembre de 2013 en el Festival Internacional de Cine de Venecia. La cinta obtuvo un premio AACTA en la categoría de mejor largometraje documental, mientras que Green fue nominada también en las categorías de mejor dirección en un documental y mejor montaje en un documental.
Su siguiente trabajo, el cortometraje The Face of Ukraine: Casting Oksana Baiul (2015), también está relacionado con Ucrania. Es un documental que muestra un proceso de casting para interpretar el rol de la patinadora artística Oksana Bayul, en el que participan seis niñas de diferentes partes del país. Ganó el premio del jurado al mejor cortometraje de no ficción en el Festival de Cine de Sundance. Green ocupó una técnica similar con su documental Casting JonBenet (2017), que explora el asesinato de JonBenét Ramsey.
Inspirada por algunas preguntas que recibió en el festival de Sundance cuando promocionaba Casting JonBenet, las que subestimaban su labor frente a la de los productores de su documental, Green decidió explorar las estructuras de poder en su siguiente película. Para eso, comenzó a realizar algunas entrevistas en campus universitarios de Estados Unidos para retratar aspectos relacionados con el consentimiento sexual. Mientras llevaba a cabo este trabajo, se desvelaron las noticias sobre los casos de abuso sexual de Harvey Weinstein, un hecho que llamó su atención y la hizo cambiar el enfoque de su proyecto. En lugar de un documental, decidió dirigir su primer largometraje de ficción, el que estaría inspirado por los casos de abuso en la industria del cine. La película se tituló The Assistant (2019) y fue estrenada en el Festival de Cine de Telluride. Estuvo protagonizada por Julia Garner, que interpreta a la asistente de un poderoso productor cinematográfico.

## Filmografía
| Año  | Título                                    | Directora | Productora | Guionista | Editora |
| ---- | ----------------------------------------- | --------- | ---------- | --------- | ------- |
| 2013 | Ukraine Is Not a Brothel                  | Sí        | Sí         | Sí        | Sí      |
| 2014 | Austin to Boston                          | No        | No         | No        | Sí      |
| 2015 | The Face of Ukraine: Casting Oksana Baiul | Sí        | Sí         | Sí        | Sí      |
| 2017 | Casting JonBenet                          | Sí        | Sí         | Sí        | No      |
| 2019 | The Assistant                             | Sí        | No         | Sí        | Sí      |
| 2023 | The Royal Hotel                           | Sí        | No         | Sí        | No      |